# 孔安 (东汉)
孔安（？—？），孔子十七代孙，孔弘之子。
东汉建武五年二月壬申（公元29年3月30日），汉光武帝封孔安为殷绍嘉公，建武十三年三月庚午（公元37年4月15日），改封孔安为宋公，为东汉的宾，位在三公之上。